# Shimane prefektur
Shimane prefektur (japanska: 島根県?, Shimane-ken) är en prefektur i Chugokuområdet på ön Honshu, Japan. Residensstaden är Matsue.
I prefekturen ingår ögruppen Okiöarna, som ligger cirka 40 till 80 kilometer från fastlandet. I prefekturen ingår också de omstridda Liancourtöarna (Takeshima) som ligger cirka 110 km från fastlandet och som för närvarande (2023) är under sydkoreansk kontroll. 

## Administrativ indelning
Prefekturen var år 2016 indelad i åtta städer (-shi) och elva landskommuner (-chō, -machi eller -mura).
De elva kommunerna grupperas i fem distrikt (gun). Distrikten har ingen administrativ funktion utan fungerar i huvudsak som postadressområden.
Städer:
- Gōtsu, Hamada, Izumo, Masuda, Matsue, Ōda, Unnan, Yasugi

Distrikt och landskommuner:
| Distrikt | Landskommuner                        |
| -------- | ------------------------------------ |
| Iishi    | Iinan                                |
| Kanoashi | Tsuwano, Yoshika                     |
| Nita     | Okuizumo                             |
| Ōchi     | Kawamoto, Misato, Ōnan               |
| Oki      | Ama, Chibu, Nishinoshima, Okinoshima |